# Injektiranje
Injektiranje (lat. iniectare, iterativ od inicere: uvesti unutra), ubrizgavanje je tekućih ili žitkih sredstava u šupljine i pore tla ili građevine radi postizanja vodonepropusnosti, učvršćivanja, konsolidacije ili homogenizacije. Postupak se primjenjuje pri iskopu građevne jame, ispunjavanju šupljina u stijeni, izradbi zaštitnih zavjesa na branama, učvršćivanju rastresitih materijala ispod temelja, učvršćivanju materijala iza tunelske obloge, sanaciji dijelova građevine i drugo. Za injektiranje se najčešće koristi cementni mort ili druge smjese cementa, gline, kemijskih sredstava, bitumenskih i drugih emulzija. 
Za sprječavanje prodiranja vode ispod temelja visokih brana izvodi se injekcijska zavjesa. To je niz bušotina u koje se injektira sredstvo koje pod tlakom prodire u šupljine u tlu. Kod tunela se primjenjuju sljedeće vrste injektiranja: vezno (popunjavanje šupljina između tunelske obloge i tla, to jest stijene), kontaktno (povezivanje tunelske obloge i stijene, povezivanje više slojeva obloge ili betonske obloge i čeličnoga podgrađa), konsolidacijsko (poboljšanje mehaničkih svojstava stijene cementno-betonskom smjesom uz dodatak pijeska), tlačno (stvaranjem tlaka u okolini tunelske obloge ili betonske konstrukcije postiže se prednaprezanje konstrukcija), brtveno (postizanje vodonepropusnosti oko građevine ili ispod nje) te lokalno (takozvano prepakt metoda za zapunjavanje pojedinačnih šupljina (kaverna), pri čemu se zapunjava prvo granuliranim šljunkom, a zatim injektira cementno-bentonitnim injekcijama). Posebni je postupak mlazno injektiranje pod velikim tlakom, pri čemu smjesa izlazi iz mlaznice smještene na bušaćoj garnituri. Injektiranje se izvodi građevinskim strojem injektorom.